# Osborne Perry Anderson
Pour les articles homonymes, voir Anderson.
Osborne Perry Anderson est un abolitionniste américain né le 27 juillet 1830 à Fallowfield, en Pennsylvanie, et mort le 13 décembre 1872 à Washington. Il est connu pour avoir participé au raid contre Harpers Ferry mené par John Brown, s'en être échappé vivant puis avoir raconté les événements dans un ouvrage intitulé A Voice From Harper's Ferry.